# The Sea Devils
The Sea Devils (Los demonios marinos) es el tercer serial de la novena temporada de la serie británica de ciencia ficción Doctor Who, emitido originalmente en seis episodios semanales del 26 de febrero al 1 de abril de 1972.

## Argumento
El Doctor y Jo Grant visitan a El Amo, ahora cautivo en una pequeña isla prisión tras ser capturado por UNIT (en la conclusión de The Dæmons). El Amo está allí en cadena perpetua y es el único preso. Le vigilan por circuito de televisión y la isla es patrullada por guardias, entrenados para resistir los poderes hipnóticos del Amo, e incluso protegidos por campos de minas. El Amo afirma que se ha reformado, pero rechaza revelar la localización de su TARDIS.
Al marcharse, el patriótico gobernador a la antigua usanza, el coronel Trenchard, les dice que han estado desapareciendo misteriosamente algunos barcos. El Doctor no puede resistir a investigarlo, y pronto él y Jo son atacados por un silurian marino mientras investigan un fuerte marino. Un miembro de la tripulación que se ha vuelto medio loco llama a esta criatura Demonio marino. Escapan a la base naval cercana, la Seaspite controlada por el eficiente capitán John Hart, y a pesar del comportamiento excéntrico del Doctor, se forma una alianza entre ellos. Hart está a cargo de la adaptación del fuerte para su uso como estación de pruebas de Sonar.
Mientras tanto, el Doctor descubre que el Amo, ayudado por un equivocado Trenchard, está robando equipamiento eléctrico de la base naval para fabricar una máquina que controle a los demonios marinos. El maligno Señor del Tiempo pretende usar a los reptiles como ejército que le permita conquistar el planeta, y comienza a usar la máquina para invocar a algunos de ellos desde el mar. Pronto, sin embargo, se produce una batalla por la prisión, durante la cual Trenchard, que creía que ayudaba a su país contra agentes enemigos, es asesinado. El Doctor y Jo se ven obligados a huir al Seaspite, donde Hart les dice que un submarino naval ha desaparecido. La tripulación se prepara para enfrentarse a los demonios marinos. El Doctor investiga una campana submarina cuando los demonios marinos le atrapan y le llevan ante su líder...
El Doctor entra en la base de los demonios marinos e intenta impulsar una negociación pacífica, recordando cómo falló al intentar lograr un acuerdo entre la humanidad y los silurians (Doctor Who and the Silurians), pero quedan cabos sin resolver cuando la base es atacada. El ataque ha sido ordenado por Robert Walker, un político corto de miras y codicioso, que ha llegado al Seaspite para hacerse cargo de la situación y pretende repetir las acciones de UNIT en Wenley Moor: destruir a las criaturas, pero esta vez con armas nucleares. Hart y Jo se oponen al ataque, pero al menos así cubren al Doctor para huir, aunque haya fracasado en su intento de paz.
El Doctor convence a Walker de que le permita una última intentona de negociación, pero entre tanto los demonios marinos capturan la base naval. El Amo les ha inspirado para hacer esto, ya que él sigue deseando instigar una guerra. El amo después obliga al Doctor a que le ayude a construir una máquina para revivir las colonias de demonios marinos por todo el mundo. Al volver a la base de estos, el Amo activa el dispositivo, y entonces los demonios marinos capturan a ambos Señores del Tiempo, ya que ninguno de los dos es ya de ninguna utilidad para ellos. Sin embargo, el Doctor ha saboteado la máquina y el Amo y él escapan de la base usando el equipamiento de escape del submarino capturado.
Al ser rescatado, la energía masiva de la máquina saboteada destruye la colonia de los demonios marinos antes de que el ataque pueda empezar. Como ha hecho antes, el Amo logra escapar, esta vez fingiendo un ataque al corazón y secuestrando el aerodeslizador de rescate, huyendo del lugar.

### Continuidad
El Amo aparece apresado en una isla de alta seguridad tras haber sido capturado al final del serial The Dæmons, al final de la temporada anterior. Dice que supo de los demonios marinos por los ficheros que robó a los Señores del Tiempo en Colony in Space.
La historia presenta a los primos acuáticos de los silurians, los demonios marinos. Los silurians aparecieron por primera vez en Doctor Who and the Silurians, y aparecerán junto a los demonios marinos en Warriors of the Deep. En esta historia, el término "demonio marino" solo lo usaban los humanos, aunque ese término y el de silurian lo usan ellos mismos en Warriors of the Deep.
La anterior Doctor Who and the Silurians había provocado muchas cartas de científicos y geólogos que decían que era imposible que hubiera existido una forma de vida reptil en la era silúrica. En esta historia, el Doctor admite que el término "silurian" es inexacto y dice que sería más propio llamarles "eocenos".

## Producción
| Episodio          | Fecha de emisión      | Duración | Espectadores en millones | Estado en el archivo                                |
| ----------------- | --------------------- | -------- | ------------------------ | --------------------------------------------------- |
| Episodio 1        | 26 de febrero de 1972 | 24:40    | 6,4                      | Conversión de reversión de estándar (de NTSC a PAL) |
| Episodio 2        | 4 de marzo de 1972    | 24:30    | 9,7                      | Conversión de reversión de estándar (de NTSC a PAL) |
| Episodio 3        | 11 de marzo de 1972   | 24:05    | 8,3                      | Conversión de reversión de estándar (de NTSC a PAL) |
| Episodio 4        | 18 de marzo de 1972   | 24:21    | 7,8                      | Cinta original en PAL                               |
| Episodio 5        | 25 de marzo de 1972   | 24:53    | 8,3                      | Cinta original en PAL                               |
| Episodio 6        | 1 de abril de 1972    | 25:24    | 8,5                      | Cinta original en PAL                               |
| [ 2 ] [ 3 ] [ 4 ] |                       |          |                          |                                                     |

El episodio uno se emitió durante la huelga de mineros del Reino Unido de 1972 que había provocado cortes eléctricos programados por todo el país, lo que puede explicar su audiencia más baja.
Entre los títulos temporales de esta historia se incluye The Sea Silurians (Los silurians marinos). Por los requerimientos del rodaje de exteriores, la tarea se asignó en segundo lugar en el rodaje de la novena temporada para permitir su filmación en octubre. Sin embargo, para alternar las historias entre las ambientadas en la Tierra y las ambientadas en otros mundos de esa época, se emitió la tercera en la temporada. Fue la primera vez que las historias se produjeron en un orden distinto al de emisión. El serial se filmó principalmente en los alrededores de Portsmouth, su base naval y otras instalaciones similares.
La Royal navy renunció al pago de derechos por el uso de imágenes de archivo de barcos en acción, feliz de aparecer en pantalla y la posible publicidad positiva que generaría el programa. Muchos marinos se presentaron voluntarios a ayudar en el rodaje, así que muchos de los extras durante la secuencia en la base naval era verdadero personal de servicio, salvo algunos de los especialistas. En el primer episodio, el guion pedía que Jo Grant y el Doctor subieran una escala para llegar a una fortaleza marina. La escalera era demasiado resbaladiza para Katy Manning, así que el especialista Stuart Fell hizo la toma vestido de Grant.
Una de las maquetas de un submarino se creó comprando una maqueta de Woolworth y después cambiando el propulsor. Por casualidad, las modificaciones al modelo se parecían muchísimo a un prototipo de submarino auténtico que en ese momento estaba desarrollando el ministerio de defensa. Después de que el submarino apareciera en la emisión de la historia, el productor Barry Letts recibió la visita de dos oficiales del ministerio de defensa, preocupados porque el metraje fuera del prototipo.
Cuando la purga de episodios de Doctor Who terminó en 1978, se descubrió que los tres primeros episodios solo habían sobrevivido en copias en celuloide en blanco y negro para su venta internacional. A principios de los ochenta se devolvieron copias en NTSC de los seis episodios desde Canadá que se convirtieron al formato original en PAL.

### Música
La música ambiental de esta historia a cargo de Malcolm Clarke destacaba por ser más experimental que las bandas sonoras habituales de Dudley Simpson, al ser completamente electrónica, creada en el sintetizador EMS Synthi 100 del BBC Radiophonic Workshop. La música aparecería publicada en forma de suite en el LP de 1983 Doctor Who - The Music, y fue publicada íntegramente en el recopilatorio de 2000 Doctor Who and the BBC Radiophonic Workshop Volume 2: New Beginnings 1970-1980.

## Lanzamientos en VHS, DVD y CD
La historia se publicó en VHS en septiembre de 1995. La copia del episodio cinco que se usó fue la de la versión NTSC, a pesar del trabajo que se había hecho un año antes para eliminar la suciedad de la versión PAL. El audio se publicó en CD en 2006 como parte de la compilación Monsters on Earth junto con los audios de Doctor Who and the Silurians y Warriors of the Deep, con narración de Katy Manning. El CD se publicaría individualmente en enero de 2008. The Sea Devils se publicó en DVD como parte de una compilación titulada Beneath the Surface junto con Doctor Who and the Silurians y Warriors of the Deep el 14 de enero de 2008.